# Coelogyne beccarii
Coelogyne beccarii är en orkidéart som beskrevs av Heinrich Gustav Reichenbach.
Coelogyne beccarii ingår i släktet Coelogyne och familjen orkidéer. Inga underarter finns listade i Catalogue of Life.

## Bildgalleri

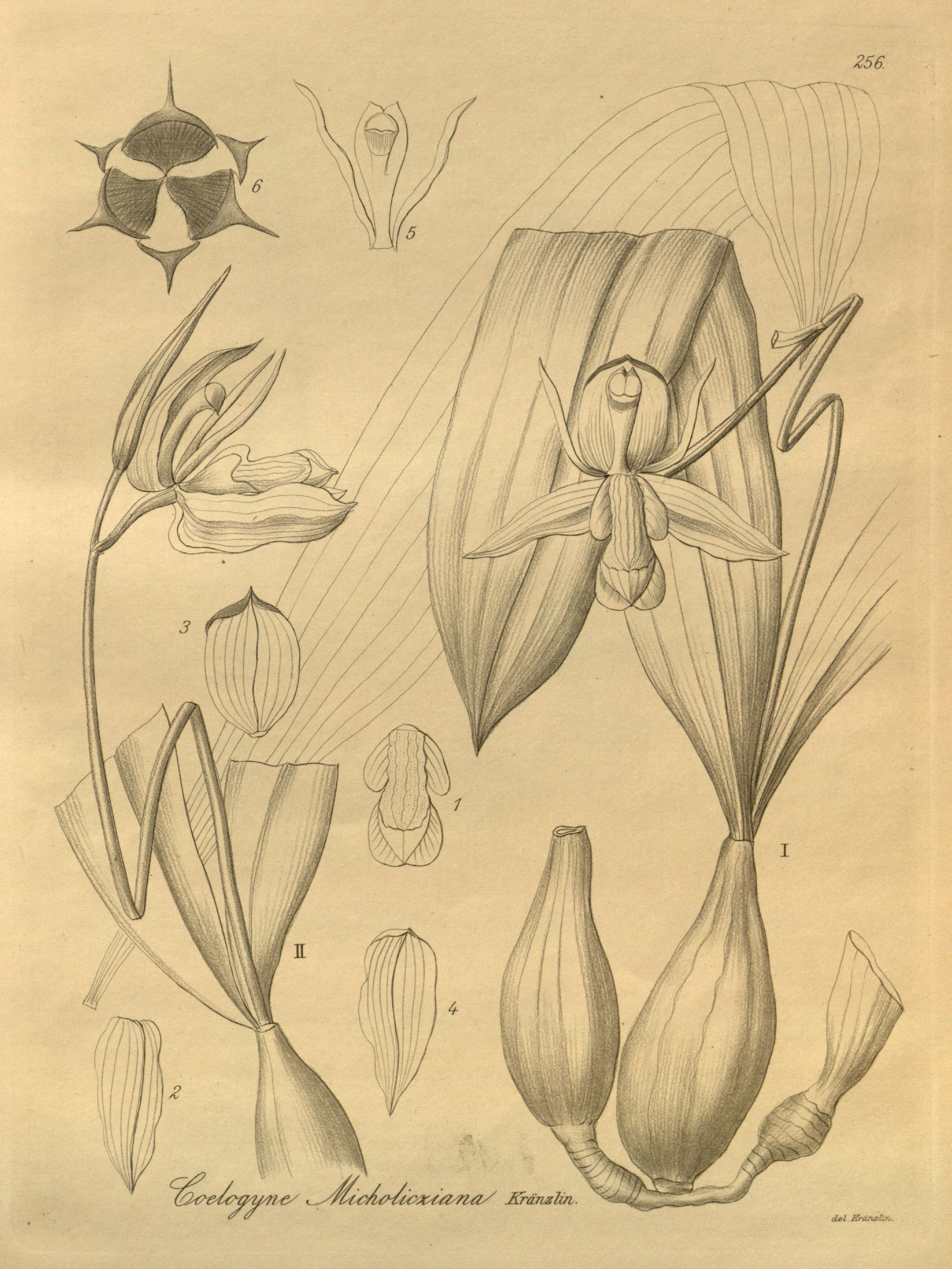